# 조르조 페를라스카

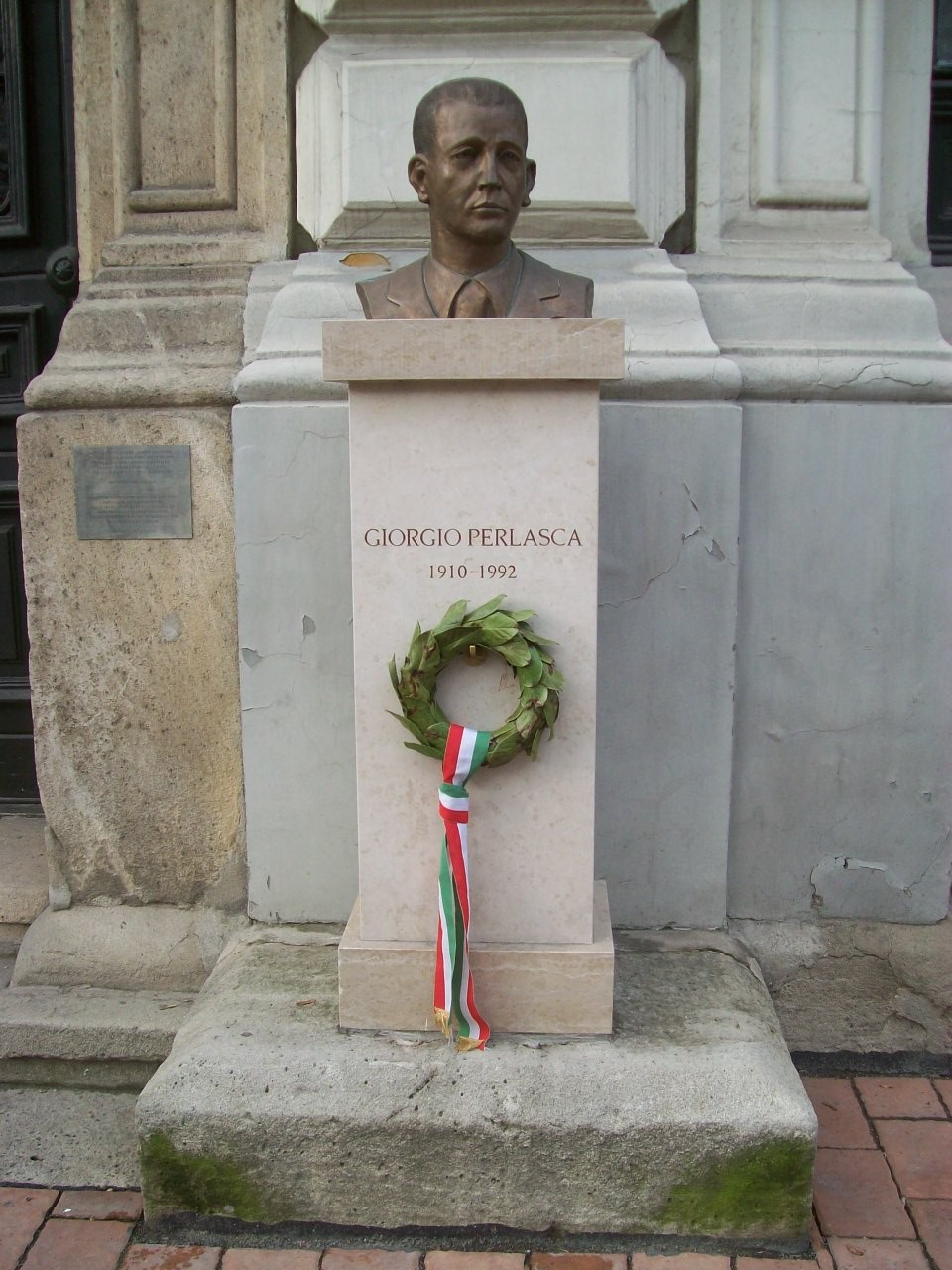
부다페스트에 있는 조르지오 페를라스카의 흉상

조르조 페를라스카(이탈리아어: Giorgio Perlasca, 1910년 1월 31일 ~ 1992년 8월 15일)는 1944년 헝가리에서 스페인 영사 행세를 하여 수천명의 유대인을 구한 이탈리아인이다.

## 제2차 세계 대전 전의 삶
페를라스카는 코모에서 태어났으며 파도바 주의 마제라 디 파도바에서 자랐다. 1920년대 페를라스카는 파시즘편에 서서 제2차 이탈리아-에티오피아 전쟁과 스페인 내전에서 싸웠다. 스페인 내전의 공적으로 페를라스카는 프란시스코 프랑코로부터 스페인 외교 공관의 도움과 보호를 받을 수 있는 허가를 수여했다. 그 후 페를라스카는 어느정도 나치즘과의 연합과 더불어 반유대주의법이 1938년부터 효력을 발한 것으로 인해 파시즘에 대해 미련을 떨치게 되었다.

## 제2차 세계 대전
제2차 세계 대전동안 페를라스카는 발칸반도의 이탈리아 군의 군수품을 조달하였다. 1943년 가을 페를라스카는 이탈리아 외무부의 공식 대변인이 되어 이탈리아 군에 공급할 육류를 구입하기 위해 동유럽으로 보내졌다. 11월 8일, 이탈리아가 연합군에 항복하자, 페를라스카는 파시즘에서 자유로울수 있었지만 나치의 압력으로 인해 헝가리 정부는 페를라스카를 성에다 구금하였다. 몇 달후 페를라스카는 요양을 이유로 불가리아로 떠나게 되었고, 여행중 도망쳐 그가 예전에 받은 허가증을 이용하여 스페인 외무 공관으로 망명을 하게 된다. 그리고 조르지오는 스페인 국민과 동일한 권리를 갖는 호르헤 페를라스카가 되었다. 조르지오는 스페인 대리대사였던 앙헬 산스브리스(Ángel Sanz Briz)와 여러 중립국 대사들과 함께 유태인들을 구출하는 일을 하였다. 이 일에서 조르지오는 보호문서를 받은 유대인을 보호하에 중립국으로 보내거나, 박해받는 망명한 유대인들을 위한 보호 가옥을 만드는 일을 하였다.
1944년 11월 산스브리스가 헝가리에서 스위스로 나가게 되자, 산스브리스는 페를라스카에게 안전을 위해서 같이 가자고 권하였으나, 페를라스카는 계속 남아있었다. 헝가리 정부는 스페인 대사관측과 보호 가옥에 있는 피난온 유대인들을 내보내라고 명령하였지만, 펠라시카는 산스브리스가 곧 돌아오며, 자신을 대리인으로 지명했다는 가짜 발표를 하게 되었다.
그해 겨울, 페를라스카는 수천명의 유대인을 보호하고 먹여 살렸으며, 그들을 보호하기 위해 보호하고 있는 유대인들이 스파라딤이며, 1924년 유대인에게 시민권을 준 스페인법령에 보호를 받고 있다고 주장했다. 그해 12월, 펠라시카는 수용소로 가는 죽음의 열차에서 두명의 유대인 소년을 구하면서, 한 무장친위대 소령과 다툼이 벌어진적이 있었다. 그 후 라울 발렌베리는 그 무장친위대 소령이 아돌프 아이히만이라고 알려준다. 또한 1944년 12월 1일부터 1945년 1월 16일간의 45일동안 페를라스카는 수천명의 유대인을 구해내었다.
전쟁이 끝나고, 페를라스카는 이탈리아로 돌아왔으며 1987년 헝가리계 유대인이 그를 찾기 전까지 가족을 포함한 아무에게도 이 사실을 밝히지 않았다. 그 후 페를라스카는 이탈리아, 헝가리, 스페인으로부터 훈장을 받게 되었으며, 이스라엘로부터 세계의 의인이란 칭호를 받았다. 그의 이야기는 Perlasca, un Eroe Italiano란 영화로도 만들어졌다. 1992년 심장 질환으로 사망하였다.